# Кава де' Тирени
Кава де' Тирени (на италиански: Cava de’ Tirreni) e град и община в Южна Италия. Населението му е 53 130 жители (декември 2017 г.), а площта 36,46 кв. км. Намира се на 180 м н.в. в часова зона UTC+1. Пощенският му код е 84013, а телефонния 089.

## Архитектурни забележителности
- Абатство на Светата Троица

## Личности
Починали
- Свети Алферий (930 – 1050), италиански абат и светец.